# Bahnstrecke Tarnowskie Góry–Opole
| | |                                                            |                                               |
| Streckennummer: | 144 |                                                            |                                               |
| Kursbuchstrecke (PKP): | 175 |                                                            |                                               |
| Kursbuchstrecke: | 128j (Tarnowskie Góry (Tarnowitz) – Tworóg Brynek (Brynnek) 1934) 128 (Tworóg Brynek (Brynnek) – Fosowskie (Vossowska) 1934) 128e (Fosowskie (Vossowska) – Opole Główne (Oppeln) 1934) |                                                            |                                               |
| Streckenlänge: | 75,924 km |                                                            |                                               |
| Spurweite: | 1435 mm (Normalspur) |                                                            |                                               |
| Stromsystem: | durchgehend 3 kV = |                                                            |                                               |
| Streckengeschwindigkeit: | 140 km/h |                                                            |                                               |
| Zweigleisigkeit: | km 22,953–Zawadzkie |                                                            |                                               |
| | |                                                            |                                               |
| \| \| \| von Bytom (Beuthen; Kohlenmagistrale) \| \| \| \| 0,183 \| Tarnowskie Góry (Tarnowitz) \| 297 m \| \| \| \| nach Lubliniec (Lublinitz; Kohlenmagistrale) \| \| \| \| \| Anschluss FAZOS \| \| \| \| \| Landesstraße 11 \| \| \| \| 6,209 \| Tarnowskie Góry Strzybnica (Friedrichshütte (Oberschles.)) \| 271 m \| \| \| \| 1922–39 Grenze Polen/Deutsches Reich \| \| \| \| \| von Zabrze Mikułczyce (Mikultschütz) \| \| \| \| 10,796 \| Tworóg Brynek (Brynnek/Brunneck; ab 1907) \| 262 m \| \| \| 14,609 \| Tworóg (Tworog/Horneck) \| 248 m \| \| \| \| Anschluss Cargill \| \| \| \| 20,819 \| Borowiany (Ottmuchow/Ottwald; ab ung. 1931) \| 244 m \| \| \| \| \| \| \| \| \| Lubliniec–Pyskowice (Lublinitz–Peiskretscham) \| \| \| \| \| Woiwodschaften Schlesien und Oppeln \| \| \| \| 26,297 \| Kielcza (Keltsch/Keilerswalde) \| 225 m \| \| \| \| Anschluss Nitroerg Krupski Młyn \| \| \| \| 29,886 \| Żędowice (Sandowitz) \| 222 m \| \| \| 34,506 \| Zawadzkie (Zawadzki/Andreashütte) \| 211 m \| \| \| 42,295 \| Kolonowskie (Colonnowska/Grafenweiler; ehem. Bf) \| 200 m \| \| \| \| von Lubliniec (Lublinitz) \| \| \| \| \| von Kędzierzyn-Koźle (Kandrzin-Cosel) \| \| \| \| \| \| \| \| \| 44,474 \| Fosowskie (Vossowska/Voßwalde; Keilbahnhof) \| 197 m \| \| \| \| nach Dobrodzień (Guttentag) \| \| \| \| \| nach Kluczbork (Kreuzburg O.S.) \| \| \| \| \| Mała Panew (Malapane) \| \| \| \| 47,560 \| Staniszcze Małe (Klein Stanisch/Klein Zeidel) \| 192 m \| \| \| 52,459 \| Krasiejów (Krascheow/Schönhorst (Oberschles); ehem. Bf) \| 186 m \| \| \| 55,357 \| Ozimek (Malapane) \| 183 m \| \| \| 62,575 \| Dębska Kuźnia (Dembiohammer/Eichhammer; seit 1931) \| 175 m \| \| \| 65,432 \| Chrząstowice (Chronstau/Kranst) \| 164 m \| \| \| 68,154 \| Suchy Bór Opolski (Derschau; ehem. Bahnhof) \| 163 m \| \| \| \| Landesstraße 94 \| \| \| \| \| von Kluczbork (Kreuzburg O.S.) \| \| \| \| \| Bahnstrecke Opole–Wrocław (Breslau) \| \| \| \| \| \| \| \| \| 73,769 \| Abzweig Bolko \| 160 m \| \| \| \| \| \| \| \| \| von Opole Groszowice (Groschowitz) \| \| \| \| \| Opole Główne Towarowe (seit 1948[1]) \| \| \| \| \| von Strzelce Opolskie (Groß Strehlitz) \| \| \| \| 75,924 \| Opole Główne (Oppeln [Hbf]; Keilbahnhof) \| 158 m \| \| \| \| \| \| \| \| \| nach Brzeg (Brieg) \| \| | |                                                            |                                               |
| Strecke | | von Bytom (Beuthen; Kohlenmagistrale)                      | von Bytom (Beuthen; Kohlenmagistrale)         |
| Bahnhof | 0,183 | Tarnowskie Góry (Tarnowitz)                                | 297 m                                         |
| Abzweig geradeaus, nach rechts und von rechts | | nach Lubliniec (Lublinitz; Kohlenmagistrale)               | nach Lubliniec (Lublinitz; Kohlenmagistrale)  |
| Abzweig geradeaus und nach links | | Anschluss FAZOS                                            | Anschluss FAZOS                               |
| Bahnübergang | | Landesstraße 11                                            | Landesstraße 11                               |
| ehemaliger Bahnhof | 6,209 | Tarnowskie Góry Strzybnica (Friedrichshütte (Oberschles.)) | 271 m                                         |
| ehemalige Grenze | | 1922–39 Grenze Polen/Deutsches Reich                       | 1922–39 Grenze Polen/Deutsches Reich          |
| Abzweig geradeaus und ehemals von links | | von Zabrze Mikułczyce (Mikultschütz)                       | von Zabrze Mikułczyce (Mikultschütz)          |
| ehemaliger Bahnhof | 10,796 | Tworóg Brynek (Brynnek/Brunneck; ab 1907)                  | 262 m                                         |
| Dienststation / Betriebs- oder Güterbahnhof | 14,609 | Tworóg (Tworog/Horneck)                                    | 248 m                                         |
| Abzweig geradeaus und nach links | | Anschluss Cargill                                          | Anschluss Cargill                             |
| ehemaliger Bahnhof | 20,819 | Borowiany (Ottmuchow/Ottwald; ab ung. 1931)                | 244 m                                         |
| Strecke von links (außer Betrieb) · Abzweig geradeaus, ehemals nach links und ehemals nach rechts · Strecke von rechts (außer Betrieb) | |                                                            |                                               |
| Abzweig quer und ehemals nach rechts · Kreuzung geradeaus oben · Abzweig quer und ehemals nach links | | Lubliniec–Pyskowice (Lublinitz–Peiskretscham)              | Lubliniec–Pyskowice (Lublinitz–Peiskretscham) |
| Grenze | | Woiwodschaften Schlesien und Oppeln                        | Woiwodschaften Schlesien und Oppeln           |
| Dienststation / Betriebs- oder Güterbahnhof | 26,297 | Kielcza (Keltsch/Keilerswalde)                             | 225 m                                         |
| Abzweig geradeaus und von rechts | | Anschluss Nitroerg Krupski Młyn                            | Anschluss Nitroerg Krupski Młyn               |
| ehemaliger Bahnhof | 29,886 | Żędowice (Sandowitz)                                       | 222 m                                         |
| Bahnhof | 34,506 | Zawadzkie (Zawadzki/Andreashütte)                          | 211 m                                         |
| Haltepunkt / Haltestelle | 42,295 | Kolonowskie (Colonnowska/Grafenweiler; ehem. Bf)           | 200 m                                         |
| Abzweig geradeaus und von rechts | | von Lubliniec (Lublinitz)                                  | von Lubliniec (Lublinitz)                     |
| Abzweig geradeaus und ehemals von links | | von Kędzierzyn-Koźle (Kandrzin-Cosel)                      | von Kędzierzyn-Koźle (Kandrzin-Cosel)         |
| Strecke von links · Abzweig geradeaus und nach rechts | |                                                            |                                               |
| Kopfbahnhof Strecke ab hier außer Betrieb · Bahnhof | 44,474 | Fosowskie (Vossowska/Voßwalde; Keilbahnhof)                | 197 m                                         |
| Abzweig geradeaus und nach rechts (Strecke außer Betrieb) · Strecke | | nach Dobrodzień (Guttentag)                                | nach Dobrodzień (Guttentag)                   |
| Strecke nach rechts (außer Betrieb) · Strecke | | nach Kluczbork (Kreuzburg O.S.)                            | nach Kluczbork (Kreuzburg O.S.)               |
| Brücke über Wasserlauf | | Mała Panew (Malapane)                                      | Mała Panew (Malapane)                         |
| Haltepunkt / Haltestelle | 47,560 | Staniszcze Małe (Klein Stanisch/Klein Zeidel)              | 192 m                                         |
| Haltepunkt / Haltestelle | 52,459 | Krasiejów (Krascheow/Schönhorst (Oberschles); ehem. Bf)    | 186 m                                         |
| Bahnhof | 55,357 | Ozimek (Malapane)                                          | 183 m                                         |
| Haltepunkt / Haltestelle | 62,575 | Dębska Kuźnia (Dembiohammer/Eichhammer; seit 1931)         | 175 m                                         |
| Bahnhof | 65,432 | Chrząstowice (Chronstau/Kranst)                            | 164 m                                         |
| Haltepunkt / Haltestelle | 68,154 | Suchy Bór Opolski (Derschau; ehem. Bahnhof)                | 163 m                                         |
| Strecke mit Straßenbrücke | | Landesstraße 94                                            | Landesstraße 94                               |
| Abzweig geradeaus und von rechts | | von Kluczbork (Kreuzburg O.S.)                             | von Kluczbork (Kreuzburg O.S.)                |
| Abzweig quer und von rechts · Kreuzung geradeaus unten · Strecke quer | | Bahnstrecke Opole–Wrocław (Breslau)                        | Bahnstrecke Opole–Wrocław (Breslau)           |
| Strecke nach links · Abzweig geradeaus und von rechts | |                                                            |                                               |
| Blockstelle | 73,769 | Abzweig Bolko                                              | 160 m                                         |
| Strecke von links · Abzweig geradeaus und nach rechts | |                                                            |                                               |
| Abzweig geradeaus und von links · Kreuzung geradeaus oben | | von Opole Groszowice (Groschowitz)                         | von Opole Groszowice (Groschowitz)            |
| Dienststation / Betriebs- oder Güterbahnhof · Strecke | | Opole Główne Towarowe (seit 1948)                          | Opole Główne Towarowe (seit 1948)             |
| Strecke nach links · Abzweig geradeaus und von rechts · Strecke von links | | von Strzelce Opolskie (Groß Strehlitz)                     | von Strzelce Opolskie (Groß Strehlitz)        |
| Bahnhof · Bahnhof | 75,924 | Opole Główne (Oppeln [Hbf]; Keilbahnhof)                   | 158 m                                         |
| Abzweig geradeaus und von links · Strecke nach rechts | |                                                            |                                               |
| Strecke | | nach Brzeg (Brieg)                                         | nach Brzeg (Brieg)                            |

Die Bahnstrecke Tarnowskie Góry–Opole (Tarnowitz–Oppeln) ist eine durchgehend elektrifizierte und teilweise zweigleisige Eisenbahnstrecke in den polnischen Woiwodschaften Schlesien und Oppeln, auf der allerdings nur noch auf einem Teilabschnitt, Zawadzkie/Zawadzki–Opole/Oppeln, Personenverkehr betrieben wird.

## Verlauf und Zustand

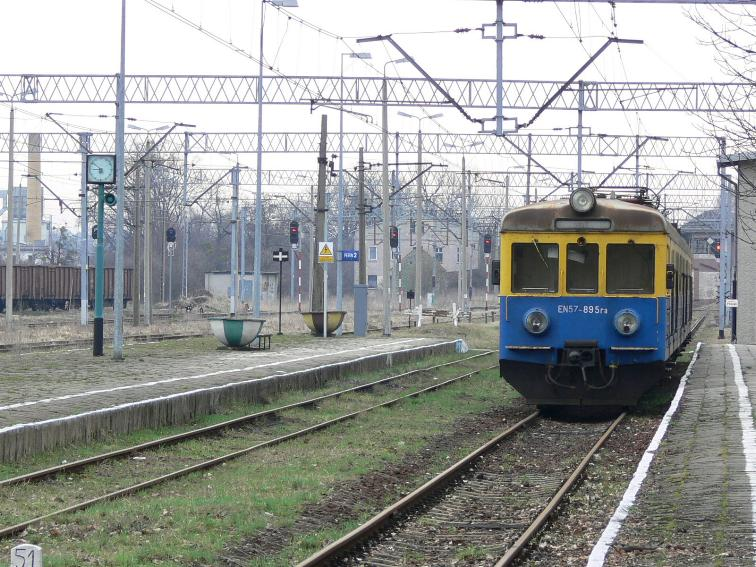
Bahnhof Fosowskie (2006)

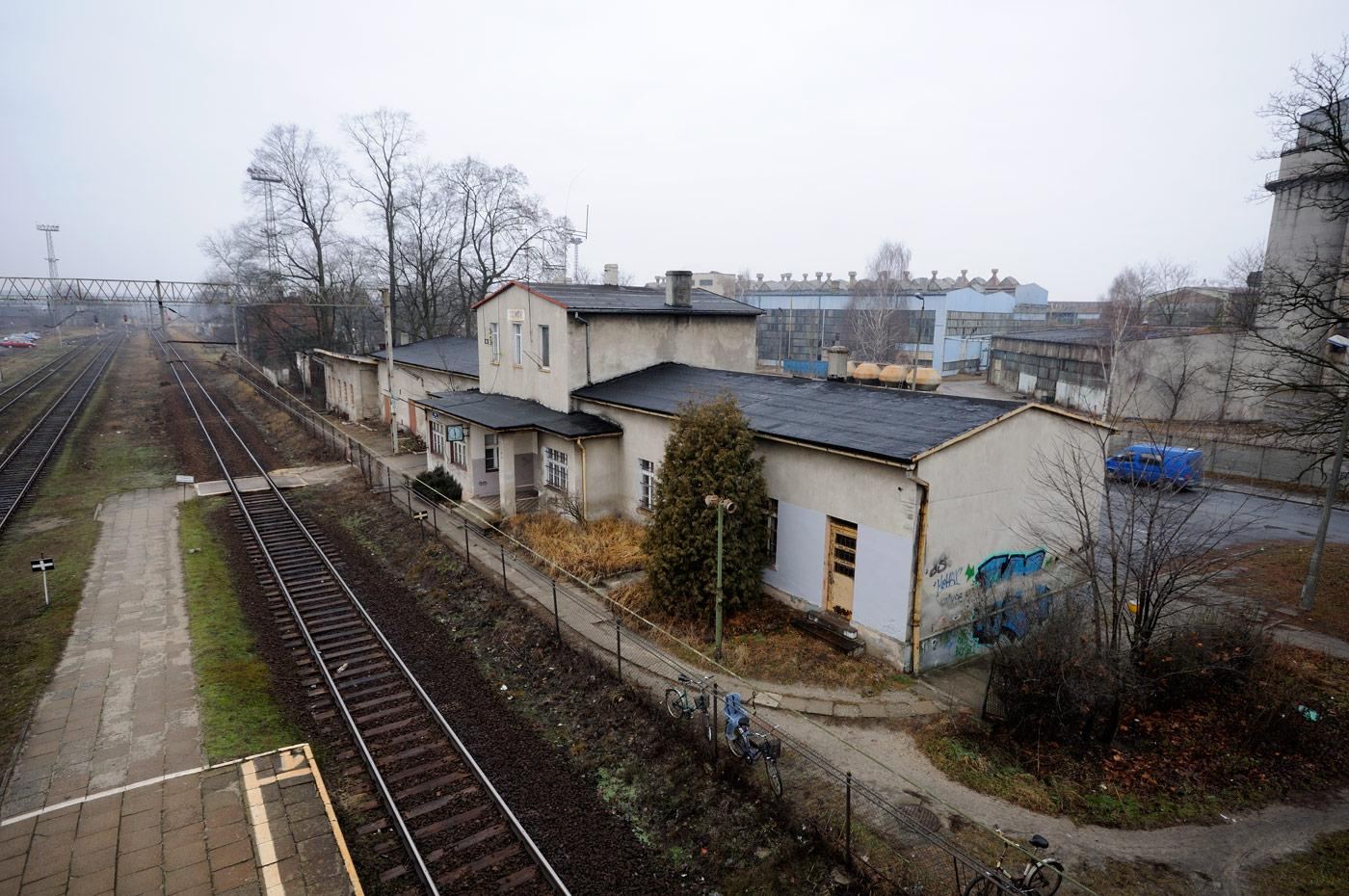
Bahnhof Ozimek (2011)

Die Strecke beginnt im Bahnhof Tarnowskie Góry (Tarnowitz) an der Bahnstrecke Chorzów–Tczew und verläuft nordwestwärts über Tworóg Brynek (Brynnek/Brunneck; km 10,766), den Endpunkt der ehemaligen Bahnstrecke Zabrze Mikulczyce–Tworóg Brynek, den ehemaligen Bahnhof Borowiany (Ottmuchow/Ottwald; km 20,819), von dem aus Richtung Norden und Süden je eine Verbindungsstrecke zur Bahnstrecke Pyskowice–Lubliniec verläuft, Zawadzkie (Zawadzki/Andreashütte; km 34,506), von wo aus Personenverkehr betrieben wird und Kolonowskie (Colonnowska/Grafenweiler; km 42,295) nach dem Bahnhof Fosowskie (Vossowska/Voßwalde; km 44,474) an der einstigen Bahnstrecke Kędzierzyn-Koźle–Kluczbork, der Endpunkt der Bahnstrecke Kielce–Fosowskie und der einstigen Kleinbahn Guttentag–Voßwalde ist. Von Fosowskie verläuft die Strecke westwärts über Ozimek (Malapane; km 55,357) zum Bahnhof Opole Główne (Oppeln [Hbf]; km 75,924) an der Bahnstrecke Bytom–Wrocław. Zu diesem verläuft sie parallel zur Bahnstrecke Opole–Namysłów und unterquert die Bahnstrecke Opole–Wrocław.
Die Strecke ist durchgehend mit drei Kilovolt Gleichspannung elektrifiziert und war früher von Tworóg Brynek bis Kolonowskie zweigleisig, heute kann das zweite Gleis nur noch zwischen Kielcza (km 25,975) und Zawadzkie (km 35,030) befahren werden. Die Höchstgeschwindigkeit beträgt zwischen Tarnowskie Góry und Fosowskie sechzig bis siebzig Kilometer pro Stunde, für Güterzüge fünfzig bis siebzig; von kurz hinter Fosowskie bis kurz vor Opole Główne hundertvierzig, für Güterzüge neunzig. Auf dem zweiten Gleis beträgt die Höchstgeschwindigkeit vierzig Kilometer pro Stunde, so es denn überhaupt noch befahrbar ist.

## Geschichte
Am 2. Dezember 1857 wurde der erste Abschnitt, Tarnowitz–Zawadzki von der Oppeln-Tarnowitzer Eisenbahn eröffnet, der Restabschnitt Zawadzki–Oppeln folgte am 24. Januar des folgenden Jahres. Der Sommerfahrplan 1914 sah sechs Züge Oppeln–Tarnowitz und sieben zurück vor, dazu weitere, die nicht die ganze Strecke befuhren.
Nach dem Ersten Weltkrieg wurde Tarnowitz polnisch, die Verbindung aber blieb komplett erhalten, der Sommerfahrplan 1936 sah vier Zugpaare über die Grenze vor. Eine neue Verbindung nach Mikultschütz und Beuthen O.S. mit Abzweig in Brunneck wurde am 7. Oktober 1928 eröffnet.
Zwischen Brynek und Vossowska ist die Strecke seit 1983 zweigleisig ausgebaut, wobei der zweigleisig betriebene Abschnitt mittlerweile auf das Streckenstück vom Kilometer 22,953 bis Zawadzki reduziert wurde. Von ungefähr 1913 bis 1923 war dieser Abschnitt schon einmal zweigleisig gewesen.
Seit dem 18. Dezember 1976 ist der Abschnitt Fosowskie–Opole – gemeinsam mit der in Fosowskie anschließenden Strecke nach Lubliniec – elektrifiziert, seit dem 22. Dezember 1980 der Abschnitt Tarnowskie Góry–Borowiany, seit dem 21. Mai 1982 der verbliebene Abschnitt, Borowiany–Fosowskie.
Der Personenverkehr zwischen Tarnowskie Góry und Zawadzkie ist seit dem 11. Dezember 2011 eingestellt, der Abschnitt zwischen Fosowskie und Opole wurde hingegen für hundertvierzig Kilometer pro Stunde Höchstgeschwindigkeit ausgebaut; neben Regionalzügen auf der Reststrecke verkehren einige Fernzüge, die auf der Strecke in Opole und vereinzelt in Ozimek halten und in Fosowskie (ohne Halt) auf die Bahnstrecke Kielce–Fosowskie abzweigen.